# Feldbahnen bei Thái Nguyên
| Feldbahn-Lokomotive mit Loren vor den Werkstätten |                     |                        |                        |
| Streckenverlauf |                     |                        |                        |
| Streckenlänge: | ca. 15 + 20 km      |                        |                        |
| Spurweite: | 600 mm (Schmalspur) |                        |                        |
| |                     |                        |                        |
| \| \| \| Bắc-Lào \| \| \| \| Mỏ-Ba \| \| \| \| Lang-Hit (Làng-Hích) \| \| \| \| Flusshafen Lang-Hit \| \| \| \| Dai-Cai \| \| \| \| Flusshafen Minh-Lý \| \| \| \| Kohlegrube Phan-Me \| \| \| \| Bergwerk Bo-Dao \| \| \| \| Eisenerzmine Cu-Van \| \| \| \| Flusshafen Thái Nguyên \| |                     |                        |                        |
| Kopfbahnhof Streckenanfang (Strecke außer Betrieb) |                     | Bắc-Lào                | Bắc-Lào                |
| Bahnhof (Strecke außer Betrieb) |                     | Mỏ-Ba                  | Mỏ-Ba                  |
| Bahnhof (Strecke außer Betrieb) |                     | Lang-Hit (Làng-Hích)   | Lang-Hit (Làng-Hích)   |
| Abzweig geradeaus und nach rechts (Strecke außer Betrieb) |                     | Flusshafen Lang-Hit    | Flusshafen Lang-Hit    |
| Bahnhof (Strecke außer Betrieb) |                     | Dai-Cai                | Dai-Cai                |
| Strecke von links (außer Betrieb) · Strecke nach rechts (außer Betrieb) |                     | Flusshafen Minh-Lý     | Flusshafen Minh-Lý     |
| Bahnhof (Strecke außer Betrieb) |                     | Kohlegrube Phan-Me     | Kohlegrube Phan-Me     |
| Bahnhof (Strecke außer Betrieb) |                     | Bergwerk Bo-Dao        | Bergwerk Bo-Dao        |
| Bahnhof (Strecke außer Betrieb) |                     | Eisenerzmine Cu-Van    | Eisenerzmine Cu-Van    |
| Strecke nach links (außer Betrieb) |                     | Flusshafen Thái Nguyên | Flusshafen Thái Nguyên |

Die Feldbahnen bei Thái Nguyên waren zwei Schmalspurbahnen in der Thái-Nguyên-Provinz von Vietnam.

## Geschichte
Die Zinkminen von Lang-Hit (Làng Hích), Mỏ Ba und Bắc Lào lagen etwa 20 km nördlich von Thái Nguyên. Sie wurden ab 1909 von der Société Minière du Tonkin (SMT) ausgebeutet. Die Société Minière du Tonkin, die mit einem Kapital von 1.000.000 Francs gegründet worden war, baute bei Lang-Hit und Bắc Lào Zink- und Bleierze ab. Es handelte sich dabei um carbonatischen Galmei (französisch Calamine), silberhaltigen Bleiglanz sowie einen Gang mit quarzhaltiger Gangart, der mit etwas Zinkblende verbunden war und 1500 bis 1800 Gramm Silber pro Tonne Blei enthielt. Das Unternehmen beschäftigte um 1909 rund 1000 einheimische Arbeiter und 17 europäische Angestellte und verfügte in Vietnam über sechs Kalzinieröfen.
Die Abbauorte Lang-Hit, Mỏ Ba und Bắc-Lào liegen mehr als 4 km vom linken Ufer des Cầu-Flusses (Sông Cầu) entfernt, einem Fluss, der auf zwei Dritteln der Strecke von Lang-Hit nach Dapcau nur mit einheimischen Sampans befahren werden konnte. Die Binnenschifffahrt auf dem Sông Cầu von Lang-Hit nach Dapcau war mit einigen Schwierigkeiten verbunden, vor allem auf dem oberen Teil der etwa 80 km langen Strecke bis Linh-Dinh in der Nähe von Phu-da-Phuc.

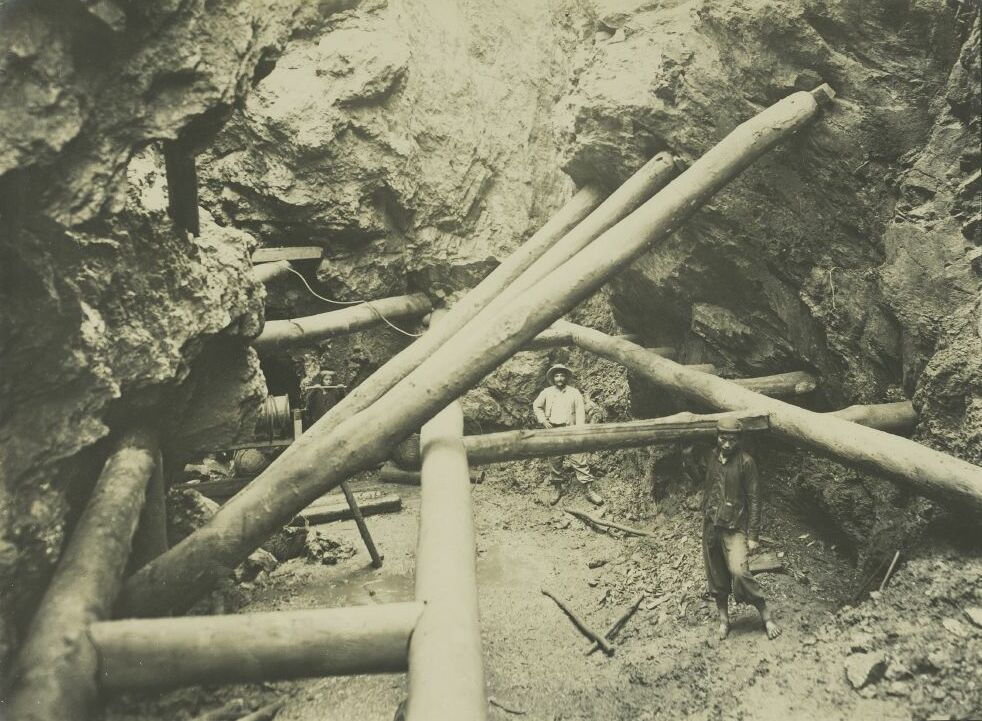
Untertage-Bergwerk Le Cendrier in Bắc Lào
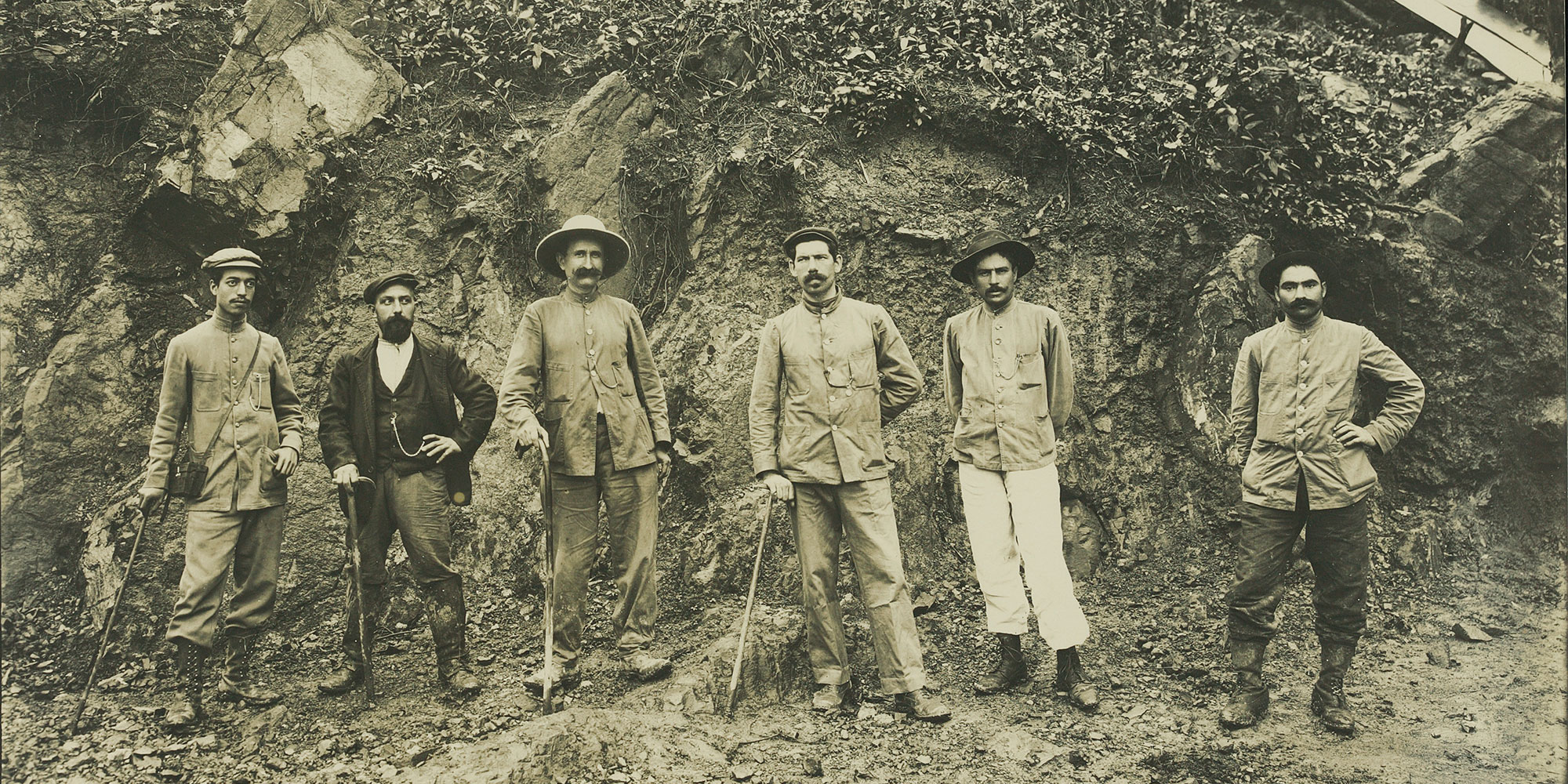
Personal der Mine von Mỏ Ba
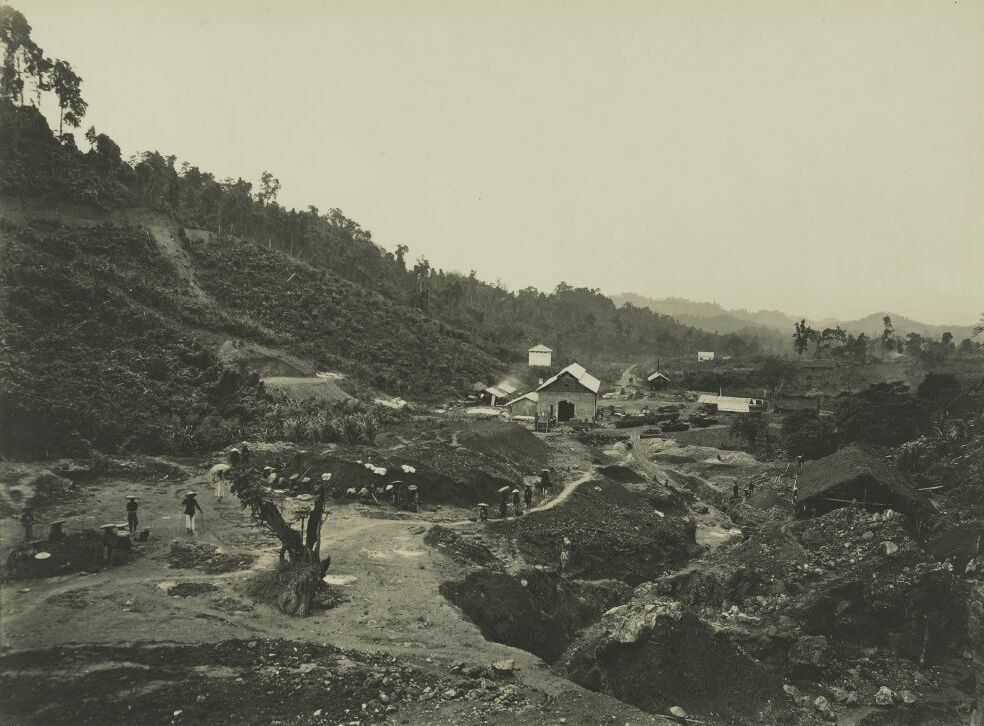
Anlagen der Zinkmine in Lang-Hitt

Die Zinkerze aus Vietnam wurden vor dem Ersten Weltkrieg vor allem nach Antwerpen, Hamburg und Bremen zum Teil aber auch nach Marseille, Bordeaux, Le Havre, Dünkirchen, England und Japan verschifft. Sie trugen dazu bei, die Zinkmetallproduktion der deutschen und belgischen Fabriken zu erhöhen, dank der Verträge, die die Firmen Beer, Sondheimer & Co und Speidel & Co mit den Minen von Thanh Moi, Lang-Hit und Yen-Linh insbesondere vor dem 4. August 1914 abgeschlossen hatten.

## Feldbahnen
Die Feldbahn mit einer Spurweite von 600 mm verband die Erzbergwerke von Lang-Hit mit dem Flusshafen Minh-Lý am Ostufer des Sông Cầu. Ein weiterer Feldbahn-Streckenabschnitt war auf einer Höhe von 800 Metern mit dieser Feldbahn verbunden, um die Bergwerke von Bắc Lào zu erschließen.
Westlich des Sông Cầu gab es eine weitere Feldbahnstrecke vom Flusshafen Minh-Lý am Westufer des Sông Cầu über die Kohlegrube Phan-Me, das Bergwerk Bo-Dao, die Eisenerzmine Cu-Van zum Flusshafen von Thái Nguyên.
Eine Flottille von 150 bis 200 Sampans wurde für den Transport des Erzes nach Dapcau eingesetzt, wo es nach der Umladung auf die Schaluppen der Firma Roque direkt nach Hải Phòng weitertransportiert wurde.

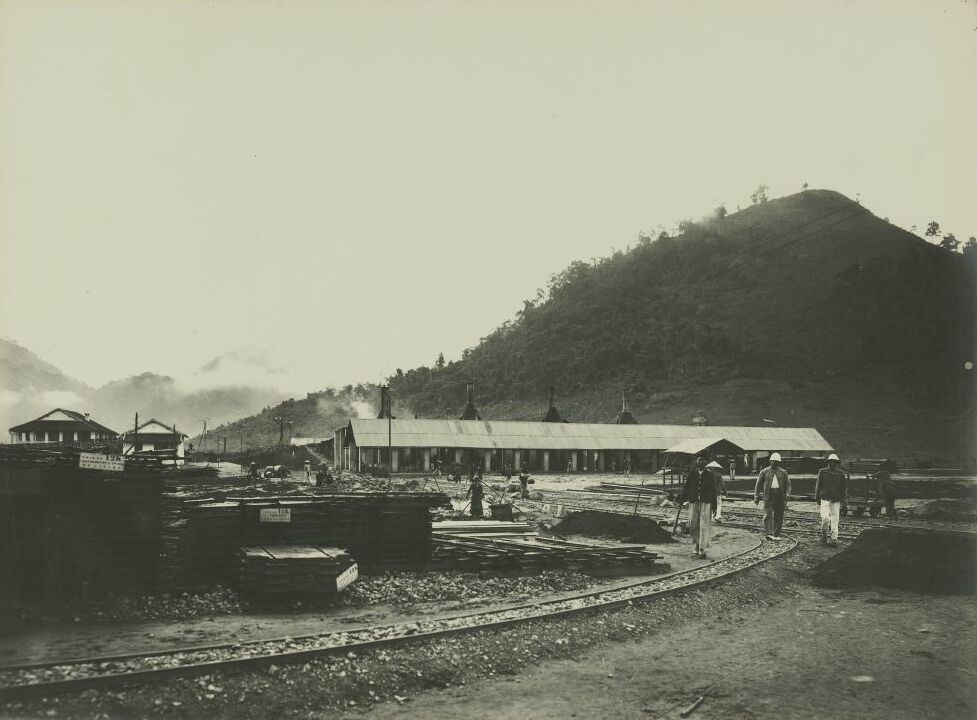
Zinkhütte zum Konzentrieren und Kalzinieren der Zinkerze
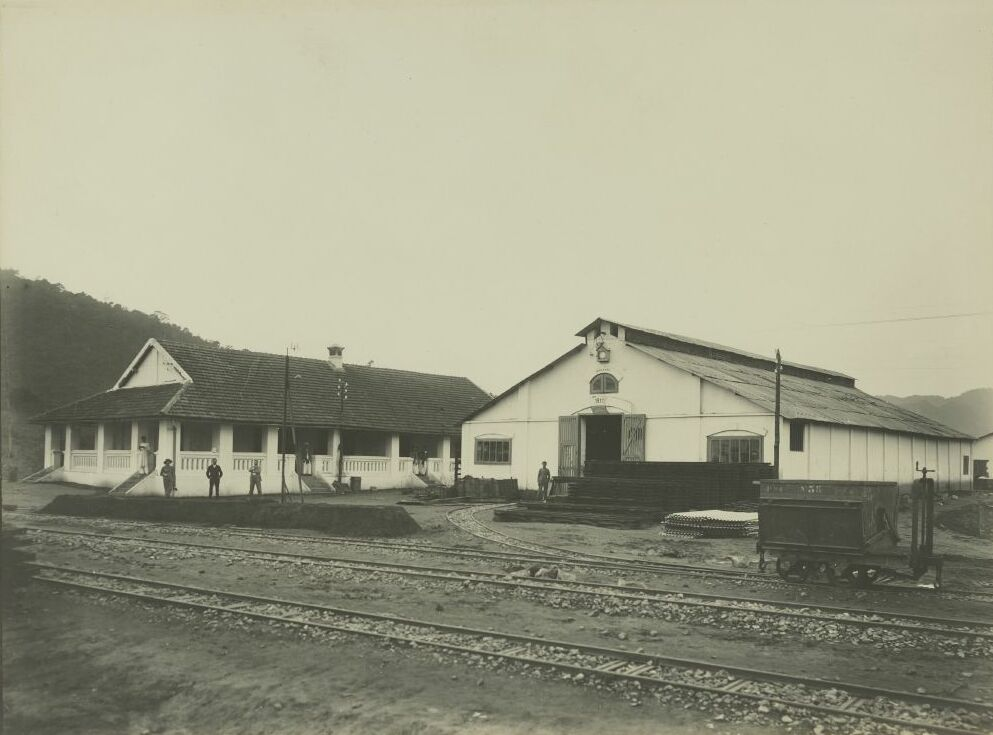
Lager- und Bürogebäude der Zinkmine
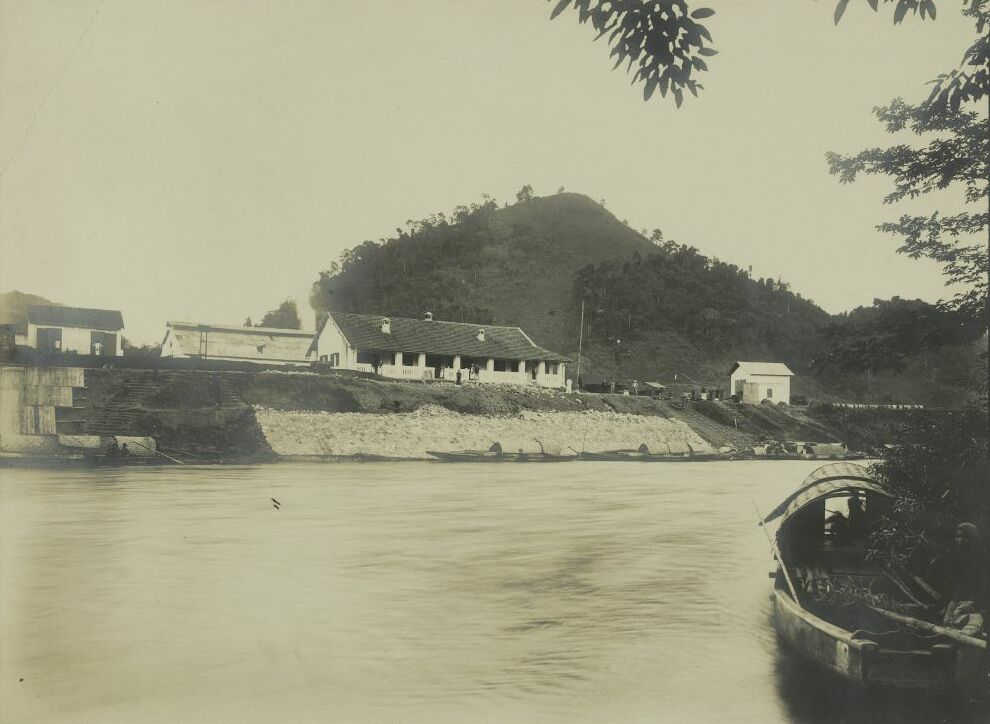
Verladung des Erzes auf Sampans auf dem Sông Cầu